# John Wyclif
John Wyclif (AFI:[ˈwɪklɪf]), apellidos alternativos: Wiclef, Wycliff o Wickliffe), también conocido como Juan Wiclef en español y como Johannes Vuyclevum en latín (Hipswell, Yorkshire, c. 1324 - Lutterworth, Leicestershire, 31 de diciembre de 1384), fue un traductor, teólogo y reformador inglés que fundó el movimiento que se conoce como Lolardos o Wycliffismo y que es considerado por muchos autores como el padre espiritual de los husitas y, en última instancia, de los protestantes. También fue una de las primeras personas en realizar una traducción de la Vulgata en latín a una lengua vernácula, como era el inglés medio en 1382.
Los escritos en latín de Wycliffe tuvieron una gran influencia sobre la filosofía y la enseñanza del reformador checo Jan Hus (c. 1369-1415), cuya ejecución en 1415 provocó una revuelta y condujo a las Guerras Husitas de 1419-1434. A partir del siglo XVI sus seguidores, los Lolardos, fueron considerados como unos de los precursores de la Reforma Protestante. Wycliffe fue, en consecuencia, caracterizado como la estrella vespertina del escolasticismo y como la estrella matutina de la Reforma inglesa.

## Biografía

### Orígenes y formación
Wyclif nació en el pueblo de Hipswell en Yorkshire (Inglaterra) alrededor del año 1320, en el seno de una familia numerosa. Los demás datos de su vida hasta la llegada a Oxford no se conocen.
Tras su formación personal, Wyclif viajó a Oxford a estudiar teología, no se sabe la fecha exacta, pero para el 1345 ya se tienen los primeros datos de su estancia allí. Siendo estudiante se vio influenciado por el libro La causa de Dios contra los pelagianos de Thomas Bradwardine, arzobispo de Canterbury. Esta obra era una recuperación audaz de la doctrina paulina de la gracia desarrollada por san Agustín.

### Carrera político eclesiástica
Hacia 1370 Wyclif accedió a la cátedra de Teología en la universidad de Oxford, enseñando las sentencias de Pedro Lombardo al tiempo que escribía su libro De benedicta Incarnatione. Al acabar sus estudios, se valió de sus contactos personales para acceder en 1378 a la Corte inglesa, siendo el protegido personal del duque de Lancaster Juan de Gante y tutor personal del rey Ricardo II de Inglaterra de 1367 hasta su muerte.
Es en esa época cuando Wyclif inicia sus críticas radicales y polémicas hacia la institución eclesiástica, especialmente en lo que tocaba al tributo que el rey de Inglaterra como feudatario de la Santa Sede debía dar a ésta. Se pronunció abiertamente contra los censos y tributos que exigían la curia papal. Se declaró así mismo como clérigo peculiar del rey y en 1374 hace una defensa oficial de los derechos reales contra las reclamaciones del papa Gregorio XI. Evitó, en varias ocasiones, y gracias a sus contactos, ser procesado; incluso cuando el propio papa lo calificó de «anticristo».

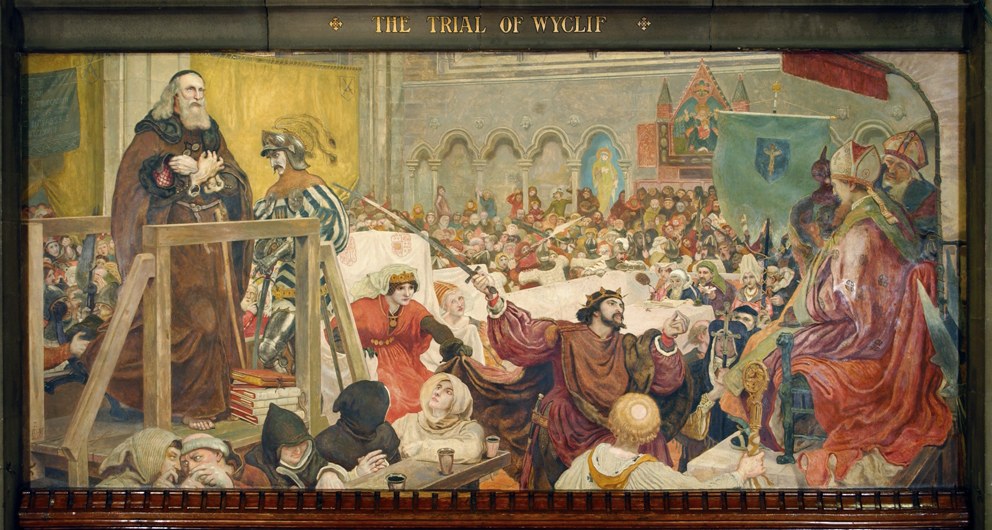
El juicio de John Wyclif, mural en el Manchester Town Hall, obra de Madox Brown

### Pensamiento teológico
Con la idea de componer un compendio de Teología, Wyclif empezó a publicar diversos tratados como De dominio divino y De civil dominio en 1375; y De officio regis, De veritate Sacre Scripture y De Ecclesia en 1378. Documentos donde Wyclif planteaba una doble exigencia a la Iglesia de su tiempo: el abandono de las riquezas y la renuncia de las pretensiones temporales, a favor de una Iglesia espiritual, conformada por los predestinados y cuya autoridad suprema fuese la Sagrada Escritura.

### Ante el tribunal eclesiástico
El 19 de febrero de 1377, Wyclif fue llamado por el obispo de Londres, Guillermo Courtenay, para que expusiera su doctrina. El interrogatorio se terminó cuando Juan de Gante, que había acompañado a Wyclif, se encontró en medio de una refriega con el obispo y su entorno. El 22 de mayo de 1377, el papa Gregorio XI publicó numerosas bulas acusando a Wyclif de herejía. En el otoño de ese mismo año, el Parlamento le pidió explicaciones sobre el carácter legal de la prohibición hecha a la Iglesia de Inglaterra acerca de transferir sus bienes al extranjero por orden del papa. Wyclif confirmó la legalidad de dicha prohibición, y a principios del 1378 fue convocado de nuevo por el arzobispo de Canterbury, Simon Sudbury. Wyclif recibió sólo una pequeña sanción gracias a sus relaciones privilegiadas con la Corte.
En lugar de retractarse, en 1378, Wyclif y sus amigos de Oxford empezaron a traducir la Vulgata al inglés, desafiando la prohibición de la Iglesia.

### Enemistad con el papa y doctrina sobre la Eucaristía
Al no ver la reforma de la Iglesia, querida por Wyclif y exigida al papa Urbano VI en 1379, el teólogo inglés comenzó a formular la doctrina del castigo divino, que el Señor infligía a la Iglesia con el Cisma de Occidente, por causa de su obstinación al pecado. Calificó a los dos papas de «dos lobos y dos demonios que luchaban entre sí». Además, repudió la doctrina de la transustanciación (cambio de la sustancia del pan y del vino en la sustancia del cuerpo y la sangre de Jesucristo). Esta toma de posición tan atrevida suscitó tal reprobación que Juan de Gante le retiró su apoyo y creó un profundo escándalo en la sociedad inglesa, que le supuso su expulsión definitiva de la Corte y de su cátedra universitaria.

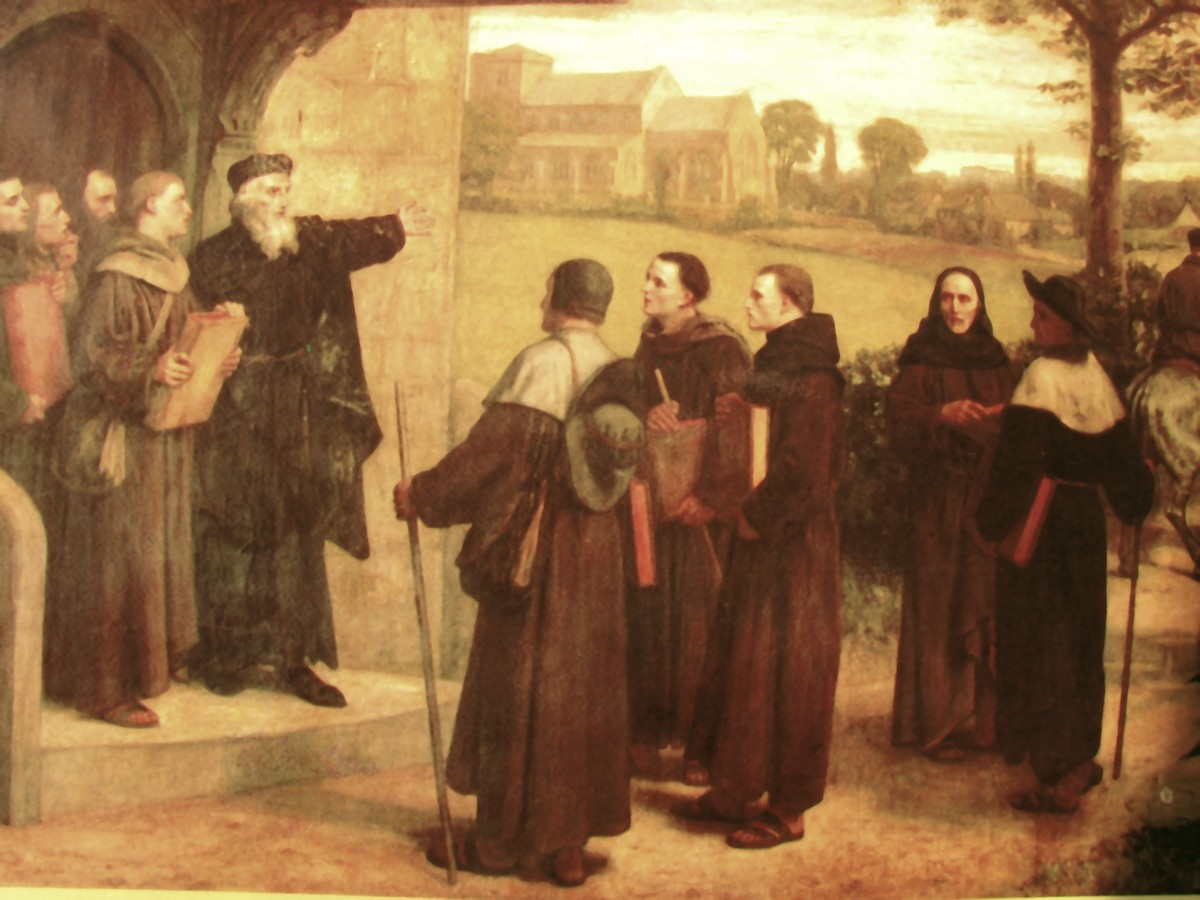
Wyclif da a sus discípulos su traducción de la Biblia. Obra de William Frederick Yeames

A partir de 1380, Wyclif envió a sus discípulos, a los que llamaban los pobres predicadores, a las ciudades para que dieran a conocer sus tesis religiosas igualitarias. Los predicadores se encontraron, en todas partes, con una gran audiencia, y Wyclif fue acusado de sembrar el desorden social. Sin embargo, no se implicó directamente en la sublevación de los campesinos en 1381, aunque es probable que sus doctrinas influyeran en ellos. En mayo de 1382, Couternay, nombrado arzobispo de Canterbury, llevó a Wyclif ante un tribunal eclesiástico que le condenó por hereje y determinó su expulsión de Oxford. Wyclif se retiró a su parroquia de Lutterworth.
Sus ideas fueron propagadas en Inglaterra por los predicadores itinerantes, a quienes el pueblo comenzará a llamarlos lolardos. Sus ataques contra el papado le costaron la condena de Roma.

### Sus últimos años
El que Wyclif todavía siguiera viviendo en libertad tiene que atribuirse al apoyo continuo de algunos de sus poderosos amigos y a la independencia del parlamento. Wyclif centralizó sus actividades en Lutterworth y continuó escribiendo e inspirando a sus seguidores. Fijó su atención particularmente en las acciones del obispo de Norwich, Henry le Despenser, quien se había distinguido durante la revuelta de los campesinos por su valor y dirección en el logro de la derrota inicial de los rebeldes en Norfolk.
Este obispo, orgulloso de su reputación recién ganada, decidió participar en el Cisma papal. En 1383 obtuvo de Urbano VI una bula que le autorizaba a organizar una cruzada contra Clemente VII. Rápidamente reunió un ejército al prometer absolución y dar cartas de indulgencia a los que sirvieran bajo su mando. Wyclif ya se había expresado claramente sobre el cisma, y su próximo paso fue escribir un tratado intitulado Against the War of the Clerg (en español: Contra la guerra del clero). Comparó el cisma a dos perros que estuvieran peleando por un hueso. Sostuvo que toda la disputa era contraria al espíritu de Cristo, pues tenía que ver con ganar poderío y una alta posición en el mundo. Dijo Wyclif que el prometer a alguien el perdón de pecados por participar en tal guerra se basaba en una mentira. Más bien, éstos morirían como incrédulos si caían en un combate que de ningún modo era cristiano. La cruzada fue un terrible fracaso, y el obispo anteriormente orgulloso regresó a Inglaterra avergonzado.
Antes, en 1382, Wyclif había sufrido un ataque apoplético que lo había dejado parcialmente incapacitado. Dos años más tarde un segundo ataque lo dejó paralizado y sin habla. Murió unos cuantos días después, el 31 de diciembre de 1384, y fue enterrado en el patio de la iglesia de Lutterworth, donde sus restos permanecieron sin ser tocados por más de 40 años.

## Condenapost mortem
El Concilio de Constanza declaró a John Wyclif culpable de herejía en 1414, se ordenó la quema de sus libros, así como la exhumación de su cuerpo y la quema de sus huesos. Por otra parte sentenció la persecución contra los lolardos que permitió la ejecución de John Oldcastle, junto a 37 líderes del movimiento.

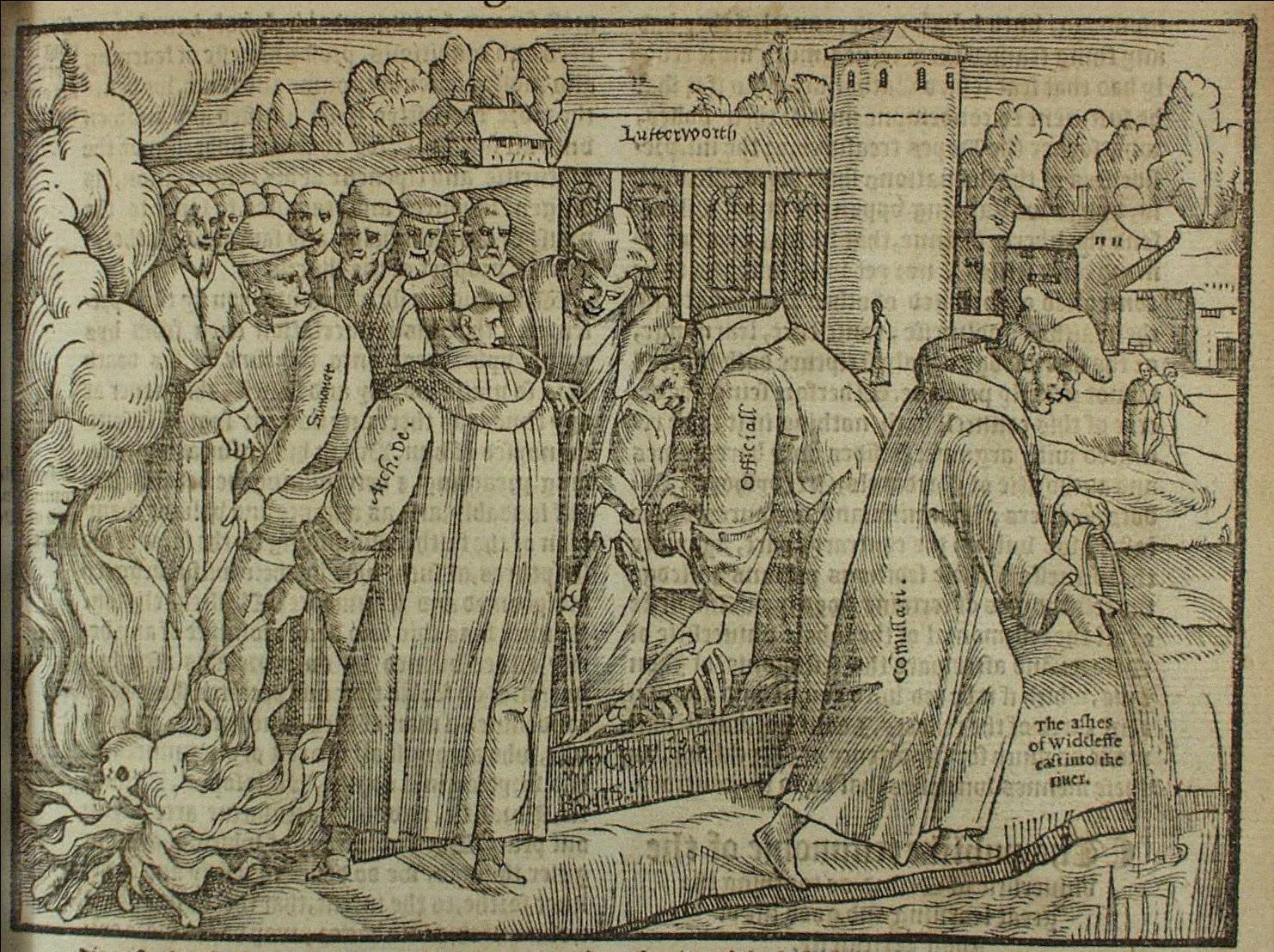
Exhumación y cremación del cuerpo de John Wyclif en 1428.

Entonces, en 1428, en conformidad con el decreto del Concilio de Constanza emitido 14 años antes, la tumba de John Wyclif fue abierta, sus restos fueron exhumados y quemados, y las cenizas fueron llevadas al pequeño río Swift, que fluía cerca de Lutterworth. Allí las cenizas fueron esparcidas sobre las aguas para que flotaran corriente abajo al río Avon, luego al Severnn y, finalmente, al mar. Los que ejecutaron este acto no le atribuyeron ningún significado simbólico. Sin embargo, los que quisieron consolarse por esta acción de venganza la interpretaron de manera simbólica.[cita requerida]

## Doctrinas principales

### Sobre el Dominio
Establece que Dios es el único que posee el dominio y está en todas partes, lo cual es fomentado por la debilidad y el pecado del hombre, cosa que no ocurre en la sociedad perfecta e ideal. En ella, no se necesita de curas ni sacerdotes, pues según él, Dios no precisa de delegados ni intermediarios, una teoría similar a la que después usará Martín Lutero en el siglo XVI en la Reforma protestante.
Así, solamente en Dios está la salvación, pero para él, el dominio no es propiedad, ya que Dios domina y es perfecto, en tanto que la propiedad privada es imperfecta y pecaminosa, y se debe tender a suprimirla. Para Wyclif, la servidumbre y la propiedad privada son imperfectas y fruto del pecado del hombre.

### Sobre la Eclesiología
En 1376 Wyclif defendió la doctrina de «la autoridad fundada en la gracia», según la cual toda autoridad viene otorgada, directamente, por la gracia de Dios y pierde su valor cuando su detentador es culpable de pecado mortal. Para él, la verdadera Iglesia es la iglesia invisible de los cristianos en estado en gracia: Wyclif negaba el principio de la autoridad jerárquica en la Iglesia y preconizaba la designación del papa por sorteo. Negaba a los curas que habían cometido un pecado mortal la posibilidad de perdonar los pecados. Wyclif declaró, abiertamente, que la Iglesia de Inglaterra era pecadora y culpable de corrupción.
Establece que hay dos iglesias, la visible y la invisible, esta última formada por los predestinados, y que es la auténtica, como afirmará tiempo después Jan Hus. Así, Dios es la causa de esta predestinación y él dispone de todo, según el plan divino, y este predestinado no pierde sus derechos aunque peque, pues ha sido elegido por Dios.
Por otra parte, toda la estructura de la iglesia visible o terrenal es duramente criticada por Wyclif, donde el papa, la curia, el cardenal, el obispo, el archidiácono, el oficial, el decano, el rector, el sacerdote, el monje o el clérigo son quienes hunden realmente la iglesia. Afirma que si existe el papel del predestinado por Dios, entonces el papa, que es electo y no eterno, no tiene ningún sentido, y no reconoce su autoridad, por lo que debe desaparecer. Por tanto, expresa una crítica radical contra la autoridad eclesiástica.

### Sobre las Sagradas Escrituras
Wyclif se inclinó, resueltamente, por el realismo contra el nominalismo, en un debate muy acalorado en el que defendía la vuelta a la Biblia y al agustinismo. Dice que el verdadero y auténtico poder está en las Sagradas Escrituras (la Biblia), y no en la Iglesia. Esta es la teoría del «biblicismo», donde está la salvación, la revelación y la autoridad, de forma que la salvación viene directamente de Dios, sin intermediarios, y solamente resaltando el valor único de la Biblia, como fuente única de poder. No juzga a la iglesia, sino que, novedosamente, antepone la autoridad suprema de la Biblia a la eclesiástica, como revelación divina.

## Obras
Wyclif es autor de los siguientes libros:
- De domino divino, «Sobre el dominio divino», de 1375.
- De civili dominio, «Sobre el dominio de lo civil», de 1375.
- De officio regis, «Sobre el servicio del rey», de 1378.
- De veritate scripturae, «Sobre la verdad de las Escrituras», de 1378.
- De Ecclesia, «Sobre la Iglesia», de 1378.
- De ordine Christiano, «Sobre el orden cristiano». de 1379.
- De potestate papae, «Sobre la potestad del papa», de 1379.

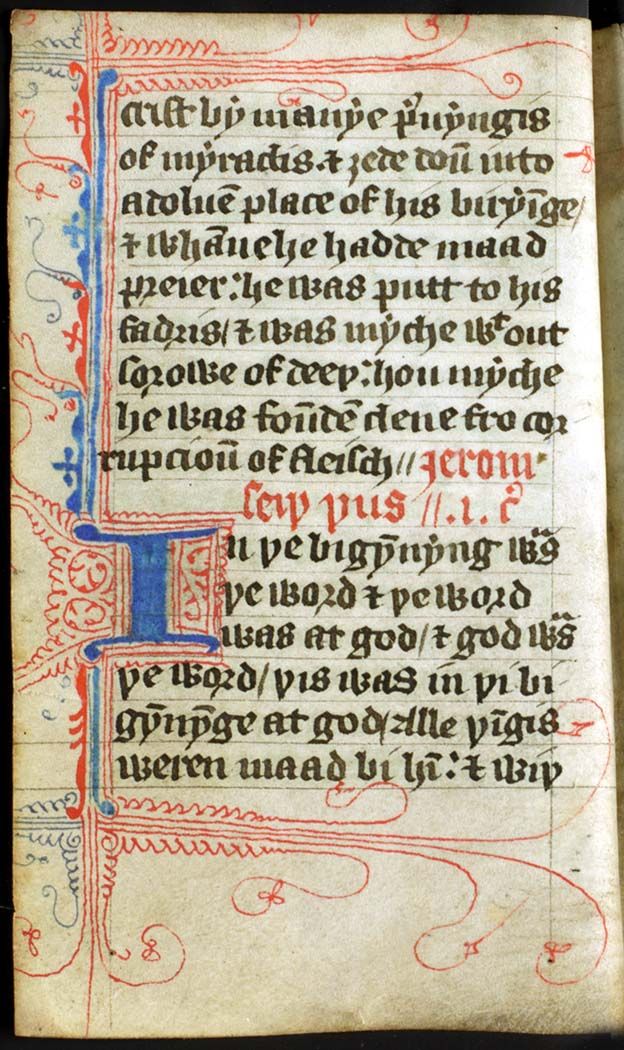
El comienzo del Evangelio de Juan en una copia de la traducción de John Wycliffe, conocida como la Biblia de Wycliffe

- Trialogus, «Trilogía», de 1382.

## Legado
Tras su muerte, sus enseñanzas se expandieron con rapidez. Su Biblia, que apareció en 1388, se repartió profusamente por medio de sus discípulos. Sus obras influyeron de manera inequívoca en el reformador checo Jan Hus y en los anabaptistas, así como en la sublevación que él promovió contra la Iglesia. Martín Lutero reconoció, asimismo, la influencia que Wyclif ejerció en sus ideas.
El pensamiento de Wyclif representó una ruptura total con la Iglesia, en la medida en que él afirmaba que existía una relación directa entre los hombres y Dios, sin la intromisión de la iglesia de Roma. Basándose en su interpretación de las Escrituras, pensaba que los cristianos tenían derecho a dirigir sus vidas sin la intervención del papa o de sus prelados y puso en cuestión las numerosas creencias y prácticas de la Iglesia de Roma, juzgándolas contrarias a estas. Condenó la esclavitud y la guerra, defendiendo la idea de que el clero cristiano tenía que seguir el ideal de la pobreza evangélica, predicada por Cristo y sus apóstoles.
La Iglesia anglicana le considera un precursor y celebra a Wyclif el 31 de diciembre, la Iglesia anglicana de Canadá 30 de diciembre y los episcopalianos de los Estados Unidos el 30 de octubre.